# لويد هيلدبراند
لويد هيلدبراند (بالفرنسية: Lloyd Hildebrand)‏ مواليد 1870 - الوفاة 1924، كان دراج بريطاني. سبق أن شارك في دورة الألعاب الأولمبية الصيفية وفاز بميدالية أولمبية.

## الميداليات
| الميدالية | المسابقة                       |
| --------- | ------------------------------ |
| فضية      | الألعاب الأولمبية الصيفية 1900 |

## روابط خارجية
- لويد هيلدبراند على موقع أرشيف الدراجات (الإنجليزية)
- لويد هيلدبراند على موقع أوليمبيديا (الإنجليزية)
- لويد هيلدبراند على موقع اللجنة الأولمبية البريطانية (الإنجليزية)